# Nummulites

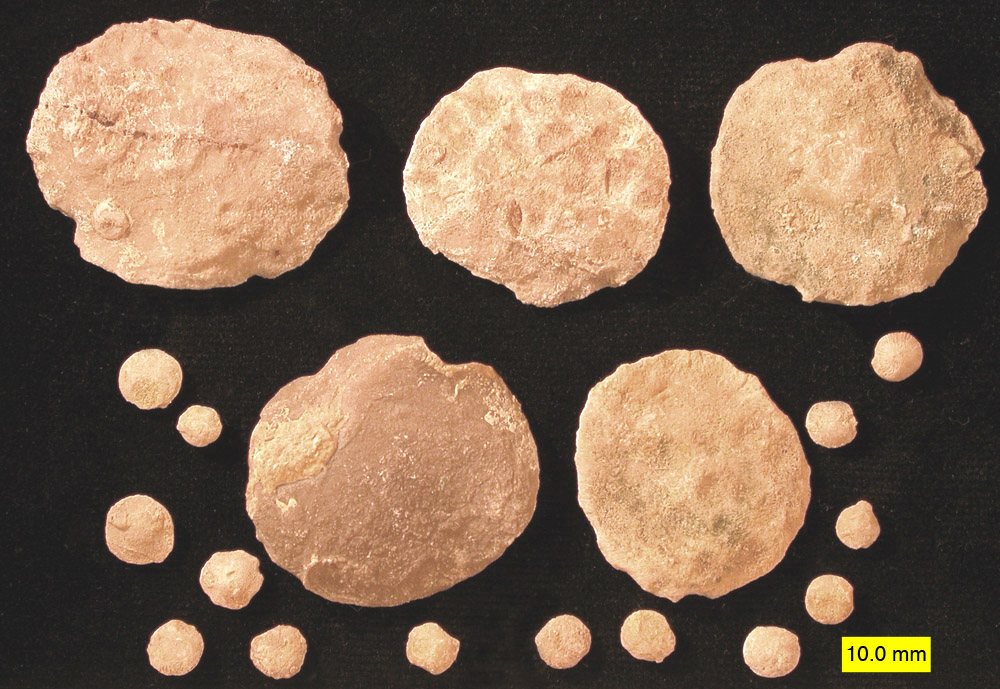
Skamieniałe skorupki numulitów, forma mikrosferyczna i megalosferyczna; eocen Zjednoczone Emiraty Arabskie; skala w mm.

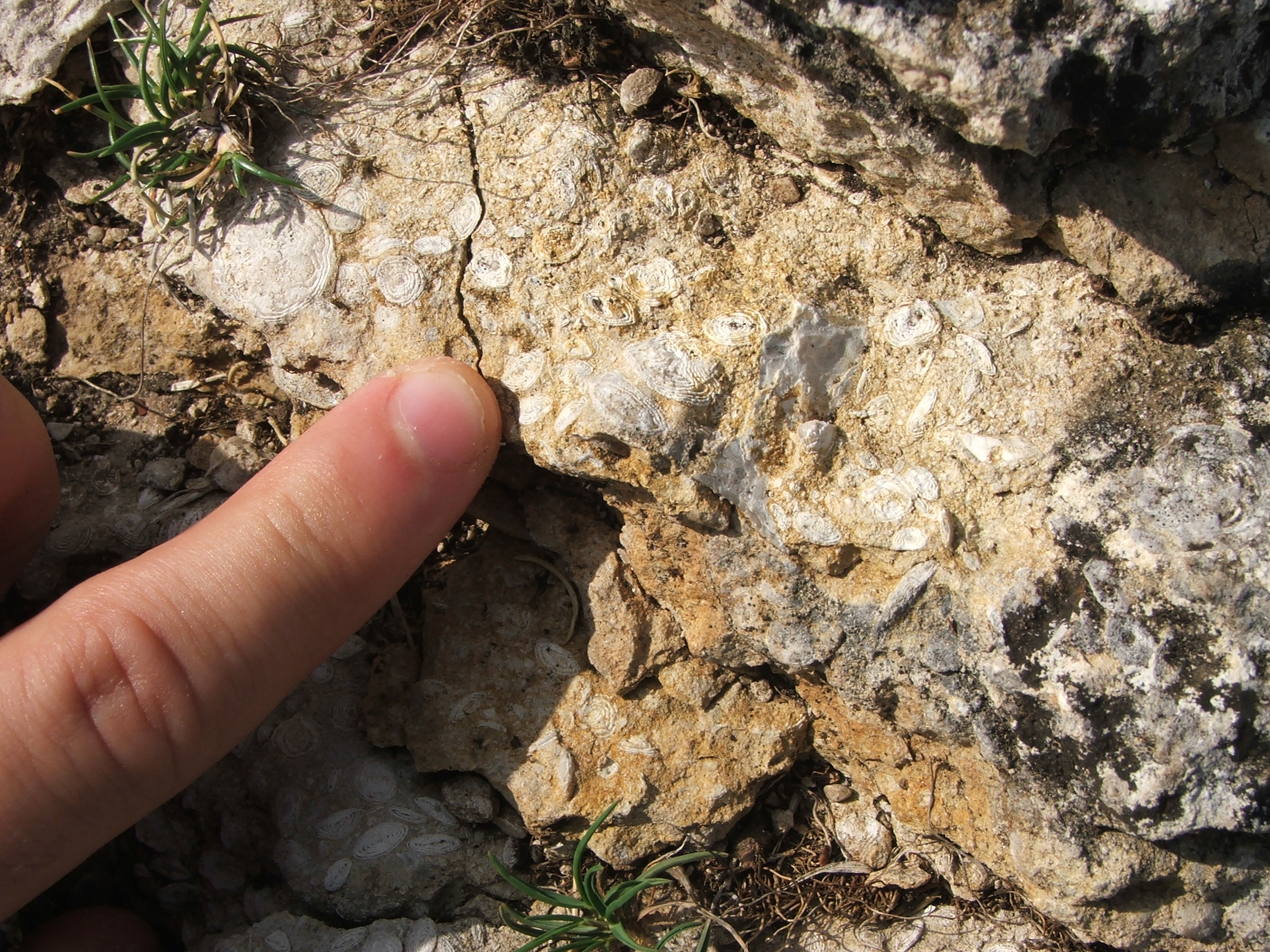
Numulity w Urbasa, Navarre, USA

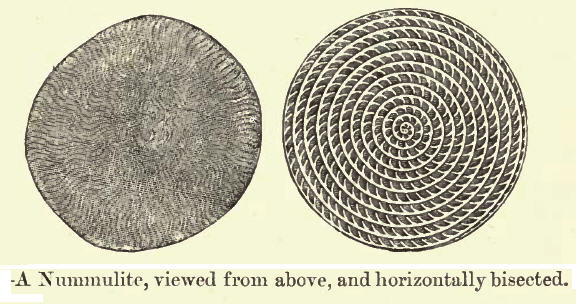
Widok z góry i w przekroju równikowym skorupki numulitów. Rysunek R. A. Lydekkera, 1894.

Nummulites (numulity) – rodzaj wymarłych dużych otwornic o skorupce wapiennej, występujący od późnego paleocenu do wczesnego oligocenu.
Mają spłaszczoną dyskowatą skorupkę zwiniętą spiralnie (ostatni skręt zakrywa starsze), podzieloną wewnątrz na liczne komory. Przedstawiciele rodzaju osiągają do 16 cm średnicy. Znanych jest około 300 gatunków tego rodzaju. Prowadziły bentoniczny tryb życia w płytkich wodach ciepłych mórz tetydzkich. W Polsce tworzą wapienie i dolomity numulitowe wzdłuż północnej granicy Tatr. Szczególnie licznie występowały w eocenie, tworząc grube zespoły ławic wapieni numulitowych. Skały te były wykorzystywane w różnych rejonach Europy i Afryki przez człowieka do celów budowlanych, m.in. wykonywano z nich bloki skalne wielkich piramid w Egipcie, korzystając z pobliskich złóż tych wapieni.